# Lu Lin
Lu Lin (吕林;, 6 april 1969) is een Chinees professioneel tafeltennisser die is gespecialiseerd in het dubbelspel voor mannen. In die discipline werd hij zowel in 1993 als in 1995 wereldkampioen, nadat hij op de Olympische Zomerspelen 1992 eveneens goud won. In alle drie de gevallen was landgenoot Wang Tao zijn kompaan.

## Mannendubbel
Lu Lins uitblinken in het mannendubbel kreeg onbedoeld extra nadruk doordat het de enige discipline zou zijn waarin hij (ettelijke) finales speelde op internationale toernooien. Aan het WK enkelspel nam de Chinees nooit deel en op het individuele toernooi van de Olympische Spelen '92 vloog hij er in de eerste ronde uit. In de discipline gemengd dubbel kwam Lu Lin tot de laatste zestien op de WK's van Göteborg 1993 en Tianjin 1995.
Voorgaande resultaten steken schril af tegen Lu Lins successen in het mannendubbel. Hij bereikte daarin de finale op alle drie de wereldkampioenschappen waaraan hij deelnam, telkens met Wang Tao. In de eindstrijd van Chiba 1991 legden de Chinezen het af tegen het Zweedse duo Peter Karlsson/Thomas von Scheele. In 1993 en 1995 was het beide keren wel raak. De eerste keer versloegen Lu Lin en Wang Tao hun landgenoten Ma Wenge en Zhang Lei. Twee jaar later wonnen ze van het Kroaats-Wit-Russische duo Zoran Primorac/Vladimir Samsonov.
Lu Lin probeerde samen met Wang Tao op de Olympische Zomerspelen 1996 tevens hun olympische titel te verdedigen. Het dubbelkoppel behaalde opnieuw de finale, maar hun landgenoten Kong Linghui en Liu Guoliang waren hierin te sterk. De Chinees kwam in competitieverband uit voor onder meer het Duitse TTC Jülich in de Bundesliga.

## Erelijst
Belangrijkste resultaten:
- Olympisch kampioen dubbelspel 1992, zilver in 1996 (beide keren met Wang Tao)
- Wereldkampioen dubbelspel 1993 en 1995, zilver in 1991 (allen met Wang Tao)
- Verliezend finalist op het WK voor landenteams 1993, met China (tegen Zweden)
- Winnaar Aziatisch kampioenschap landenteams 1990 en 1994 (met China)
- Verliezend finalist Aziatisch kampioenschap dubbelspel 1994 (met Wang Tao)
- Halve finale Aziatisch kampioenschap enkelspel 1994
- Winnaar landentoernooi Aziatische Spelen 1994 (met China)

1988: Wei Qingguang / Chen Longcan ·
1992: Lu Lin / Wang Tao ·
1996: Liu Guoliang / Kong Linghui ·
2000: Wang Liqin / Yan Sen ·
2004: Chen Qi / Ma Lin